# Paratilapia bleekeri
Paratilapia bleekeri је зракоперка из реда Perciformes. 

## Угроженост
Подаци о распрострањености ове врсте су недовољни.

## Распрострањење
Мадагаскар је једино познато природно станиште врсте.

## Популациони тренд
Популациони тренд је за ову врсту непознат.

## Станиште
Станиште врсте су слатководна подручја.